# Харинге
Харинге (Clupeidae) су група мекоперки, риба са коштаним скелетом (кошљорибе које живе углавном у морима и малог су или средњег раста). Тело им је покривено округластим крљуштима које лако спадају. Трбушна страна тела је сребрнасте боје и дуж ње се пружа низ крљушти које имају оштар гребен. На тој страни тела се додирују леви и десни шкржни поклопац. Имају само једно леђно пераје које стоји насупрот трбушном, а репно пераје је дубоко усечено. Живе у јатима која могу имати велике размере на отвореном мору и хране се црвима, мекушцима и икром.

## Врсте од посебног економског значаја
- Харинга (Clupea harengus) живи у северним морима и достиже дужину око 30 cm.
- Сардела или сардина (Clupea pilchardus) која је ситнија (дужина до 20 cm) од харинге и живи у Средоземном и Јадранском мору. Леђна страна тела је маслинасто-зелена, а трбушна је сребрнасто-бела, док се дуж бокова пружа једна плавичаста линија. На трбушној страни тела крљушти имају слаб гребен само иза трбушног пераја. Иза шкржног поклопца налази се већи број нејасних црних флека. Сарделе живе у великим јатима (можда су најбројније рибе) и у Средоземном мору се мресте током читаве године.
- Срделица или папалина (лат. Clupea sprattus) има крљушти са јаким гребенима и нема црнкасте мрље иза оперкулума. Леђна страна тела је зеленкасто-плава, а бочне и трбушна страна сребрнкасте. Достиже дужину до 14 cm.
- Тарпуни (лат. Megalops) су велике рибе које достижу дужину до 2 m и тежину од 100 kg; типичан представник је атлантски тарпун (Megalops atlanticus).
- Морска деверика или златва (лат. Sardinella aurita)
- чепа
- бргуљ (лат. Engraulis encrasicholus)

## Класификација
Таксономија је базирана на радовима Ван дер Лана 2017. године. и Нелсона, Гранда и Вилсона 2016. године.
потпородица  са родовима: 

потпородица  са родовима:

потпородица  са родовима: 

потпородица  са родовима:

 

потпородица  са родовима: